# Concursul Muzical Eurovision Junior 2014
Concursul Muzical Eurovision Junior 2014 este a douăsprezecea ediție anuală a Concursului Muzical Eurovision Junior, care va avea loc la data de 15 noiembrie în Malta, ca urmare a câștigării trofeului ediției anterioare, gazduită de Ucraina, de către Gaia Cauchi cu piesa "The Start". Melodia a cumulat un total de 130 de puncte și este prima dată când Malta câștigă acest concurs. Postul public maltez, Public Broadcasting Services (PBS) va fi televiziunea gazdă a spectacolului de anul acesta.

16 țări au confirmat participarea, acest număr incluzând Cipru, Croația, Serbia și Bulgaria care revin în concurs, precum și Italia, Muntenegru și Slovenia, care își fac debutul pe scena Eurovision Junior.

## Locație
Pentru mai multe detalii despre insula gazdă, vedeți Insula Malta.
Pentru mai multe detalii despre țara gazdă, vedeți Malta.
Pe 18 decembrie 2013, postul public maltez Public Broadcasting Services (PBS) și Uniunea Europeană de Radio și Televiziune (EBU) au anunțat că cea de-a 12-a ediție a Concursului Muzical Eurovision Junior va avea loc în Malta. Vladislav Iakovlev, supervizorul executiv al Concursului Muzical Eurovision Junior a anunțat că, pentru prima dată în istoria concursului, nu va fi un oraș gazdă, ci va fi, în schimb, o construcție navală de lângă La Valetta, pe Insula Malta, parte a arhipelagului maltez. Este pentru prima dată când Malta organizează un concurs din categoria Eurovision.

## Sală
Malta Shipbuilding (Construcții Navale Malta), situată în Marsa, va găzdui concursul Eurovision Junior de anul acesta. Ea conține trei mari hale care vor alcătui locul de desfășurare al concursului. Hala din mijloc va fi principala zonă de audiență, dar și scena, în timp ce halele laterale vor fi folosite ca zone de intrare și ieșire ale audienței, toalete și standuri cu băuturi răcoritoare. 

Crucea malteză. Logo-ul concursului din 2014 are la bază elementele crucii malteze.

În total, capacitatea sălii va fi cuprinsă între 4 000 și 4 500 de locuri. 

Malta Shipbuilding (Construcții Navale Malta) a găzduit deja mai multe concerte și se ajunge foarte ușor la aceasta prin intermediul mijloacelor de transport în comun, fiind situată lângă stația de autobuz Addolorata.
| Oraș  | Sală                                          | Capacitate    | Observații |
| ----- | --------------------------------------------- | ------------- | ---------- |
| Marsa | Malta Shipbuilding (Construcții Navale Malta) | 4,000 - 4,500 | —          |

## Aspectul vizual
Logo-ul concursului de anul acesta are la bază elementele crucii malteze, iar segmentele sale diferite sunt conectate împreună în așa fel încât să se creeze diferite forme. Dinamica conexiunilor face ca logo-ul să arate inteligent, schimbător și dificil. Paleta de culori este îndrăzneață, dinamică și se inspiră din bogăția și diversitatea peisajelor malteze: nisipul, marea, stâncile, iarba, cerul și amurgul. Sloganul Eurovision Junior 2014 este "#together".

## Țările care au confirmat participarea
Tabelul de mai jos conține țările care au confirmat că vor lua parte la concurs în 2014 (în ordine alfabetică), precum și reprezentanții acestor țări.
|  | Țară          | Limbă               | Artist                          | Cântec                                      | Traducere                | Loc | Puncte |  |
|  | ------------- | ------------------- | ------------------------------- | ------------------------------------------- | ------------------------ | --- | ------ |  |
|  |               |                     |                                 |                                             |                          |     |        |  |
|  | Armenia       | Armeană             | Betty (Elizabet Danielian)      | "People of the Sun"                         | "Oamenii Soarelui"       | 3   | 146    |  |
|  | Belarus       | Bielorusă           | Nadejda Misiakova               | "Sokol"                                     | Șoim                     | 7   | 71     |  |
|  | Bulgaria      | Bulgară             | Krisia, Hasan & Ibrahim         | "Planetata na dețata" (Планетата на децата) | Planeta copiilor         | 2   | 147    |  |
|  | Cipru         | Greacă, Engleză     | Sophia Patsalides               | "I pio omorfi mera"                         | Cea mai frumoasă zi      | 9   | 69     |  |
|  | Croația       | Croată              | Josie(Josephine Ida Zec)        | Game Over                                   | Joc pierdut              | 16  | 13     |  |
|  | Georgia       | Georgiană           | Lizi Pop(Lizi Djaparidze)       | "Happy Day"                                 | Zi fericită              | 11  | 54     |  |
|  |               |                     |                                 |                                             |                          |     |        |  |
|  | Italia        | Italiană            | Vincenzo Cantiello              | "Tu primo grande amore"                     | Prima ta mare iubire     | 1   | 159    |  |
|  | Malta (gazdă) | Engleză             | Federica Falzon                 | "Diamonds"                                  | Diamante                 | 4   | 116    |  |
|  | Muntenegru    | Muntenegreană       | Maša Vujadinović și Lejla Vulić | "Budi dijete na jedan dan"                  | Fii un copil pentru o zi | 14  | 24     |  |
|  | Rusia         | Rusă                | Alisa Kojikina                  | Dreamer                                     | Visător                  | 5   | 96     |  |
|  | San Marino    | Italiană            | The Peppermints                 | "Breaking My Heart"                         | Frângându-mi inima       | 15  | 21     |  |
|  | Serbia        | Sârbă               | Emilija Đonin                   | Svet u mojim očima                          | Lumea din ochii mei      | 10  | 61     |  |
|  | Slovenia      | Slovenă             | Ula Ložar                       | "Nisi Sam"                                  | Lumina Ta                | 12  | 29     |  |
|  | Suedia        | Suedeză             | Julia Kedhammar                 | "Du är inte ensam"                          | Nu ești singur           | 13  | 28     |  |
|  | Țările de Jos | Neerlandeză         | Julia                           | Around                                      | În jur                   | 8   | 70     |  |
|  | Ucraina       | Ucraineană, Engleză | Sympho-Nick                     | "Prîide vesna"                              | Primăvara va veni        | 6   | 74     |  |

## Țări care nu participă în 2014
- Azerbaidjan - Azerbaidjan nu apare pe lista oficială a țărilor participante, rezultând faptul că s-a retras.
- Belgia - Ketnet a afirmat că nu sunt interesați să participe la Concursul Muzical Eurovision Junior.
- Danemarca - DR și TV2 au spus că nu plănuiesc să revină în concurs.[24]
- Elveția - RSI a confirmat faptul că Elveția nu intenționează să revină în concurs anul acesta.[25]
- Grecia - Inițial, s-a anunțat că Grecia va reveni anul acesta în concurs. Totuși, la data de 7 iulie 2014, postul NERIT a afirmat că aceasta, de fapt, nu va participa.[26]
- Letonia - La data de 17 iulie 2014, postul public LTV a anunțat că Letonia nu va reveni în concurs în 2014.
- Lituania - LRT a confirmat faptul că Lituania nu va participa la Eurovision Junior în 2014.[27]
- Norvegia - Postul public de televiziune, NRK, a anunțat la data de 18 decembrie 2013 că Norvegia nu va reveni în 2014.
- Polonia - TVP a confirmat faptul că Polonia nu va reveni în concurs anul acesta.[28]
- Portugalia - La data de 4 septembrie, postul portughez RTP a confirmat faptul că Portugalia nu va reveni în concurs anul acesta.[29]
- Regatul Unit - ITV a anunțat că Regatul Unit nu va reveni în concurs nici anul acesta.[30]
- Republica Macedonia - După rezultatul prost din 2013, se ia în considerare faptul că Republica Macedonia se va retrage din concurs. La data de 4 septembrie, postul public din Republica Macedonia a confirmat oficial că nu va lua parte la ediția de anul acesta.[31][32]
- Republica Moldova - Republica Moldova nu apare pe lista oficială a țărilor participante, rezultând faptul că s-a retras.
- România - O reprezentantă a postului public TVR a afirmat într-un interviu acordat unui site de știri legate de Concursul Muzical Eurovision Junior, că România ia în considerare o revenire în concurs, după ce s-a retras după concursul din 2009.[33] La data de 28 iulie 2014 s-a afirmat că este puțin probabil ca TVR să revină în 2014, existând însă posibilitatea revenirii României la concursul din 2015.[34] TVR a anunțat pe 2 august că România nu va reveni în 2014, însă există o mare posibilitate ca țara să revină la concursul Eurovision Junior din 2015.[35][36]
- Spania a anunțat ca nu va reveni în 2014 din lipsă de fonduri.